# 4445 Jimstratton
4445 Jimstratton è un asteroide della fascia principale. Scoperto nel 1985, presenta un'orbita caratterizzata da un semiasse maggiore pari a 2,2666663 au e da un'eccentricità di 0,1899628, inclinata di 2,86020° rispetto all'eclittica.
L'asteroide è dedicato allo scienziato statunitense James Michael Stratton.